# 농득마인
농득마인(베트남어: Nông Đức Mạnh, 農德孟, 농덕맹, 1940년 9월 11일 ~) 은 2001년부터 2011년까지 제6대 베트남 공산당 서기장을 지냈다.

## 생애
그의 공식 경력에 보면 그는 따이 족 가정에서 태어났으며 고향은 박깐 성 나리이다. 그는 벌목꾼으로 일하다 1958년 혁명 전선에 가담했다.
1962-63년 그는 박깐 성 산림청의 직책을 얻어 삼림 관련 기술자 고문으로 일했으며 1963년 7월 5일 정식 직원으로 채용되면서 1964년 당국자의 호칭을 얻었다. 1963-65년 삼림 경영팀의 부사장으로 일하다 다시 공부를 시작해 하노이외국어대학교에서 65-66년간 러시아어를 가르쳤다. 후에 러시아 레닌그라드로 여행을 떠나 1971년까지 지역 삼림연수소에서 일했다. 모국으로 돌아와 박타이주 삼림부 최고 고문에 올랐다.
1973-74년 박타이주의 푸루옹 삼림 연구소장으로 일했으며 76년까지 정당학교에서 수학했다. 1976-80년까지 주 산림청 고문과 주 산림청의 건설회사 감독직을 맡았다. 계속된 승진을 통해 1976-83년까지 주 상임위원직에 올랐다. 1984년 위원회의 보좌관 직을 맡았고, 1986년 11월 위원회 회장에 올랐다. 6차 국민회의에서 대체 의원으로 선정된 후 1989년 3월 회의에서 중앙 의회 의원직에 진출했다. 1991년 이후 공산당 정치국 일원에 오른다.
예전부터 계속 그가 호찌민 주석의 아들이라는 소문이 있었다. 2001년 4월 공산당 총비서에 그가 오르자 한 기자가 이 소문에 대해 명확히 밝혀줄 것인지 아니면 부인할 것인지에 대해 물었다. 그는 모든 베트남 사람들은 호찌민의 자식들이라고 대답했다. 2002년 1월 타임 지의 인터뷰 때 이 질문이 나오자 그는 이 소문 자체를 부인하며 모든 이들이 영적 지도자로 호찌민을 꼽는다는 데 동의했다.
많은 사람들이 그를 개혁개방주의자로 규정하며 베트남이 2020년까지 산업화 국가로 인정받도록 하겠다는 계획을 발표했다.